# Уругвај на Олимпијским играма
Уругвај се први пут појавио на Олимпијским играма 1924. године, и једину паузу је направио 1980. године и после тога је слало своје спортисте на све наредне касније одржане Летње олимпијске игре.
На Зимским олимпијским играма Уругвај је само једанпут учествао 1998. године и нема ни једну медаљу са тих игара. Уругвајски представници су закључно са Олимпијским играма одржаним 2016. године у Рио де Жанеироу су освојили 10 медаља, од тога и две златне.
Национални олимпијски комитет Уругваја (Comité Olímpico Uruguayo) је основан 1923. а признат од стране Међународног олимпијског комитета исте године.

## Медаље

### Освојене медаље на ЛОИ
| Учешће и освојене медаље Уругваја на ЛОИ |                         |                         |                         |                         |                         |                         |                         |                         |                         |                         |
| ЛОИ                                      | Носилац заставе         | Учешће                  | Муш.                    | Жене                    | спорт.                  | Злато                   | Сребро                  | Бронза                  | Укупно                  | Ранг                    |
| 1924. Париз                              |                         |                         |                         |                         |                         | 1                       | 0                       | 0                       | 1                       |                         |
| 1928. Амстердам                          |                         |                         |                         |                         |                         | 1                       | 0                       | 0                       | 1                       |                         |
| 1932. Лос Анђелес                        |                         |                         |                         |                         |                         | 0                       | 0                       | 1                       | 1                       |                         |
| 1936. Берлин                             |                         |                         |                         |                         |                         | 0                       | 0                       | 0                       | 0                       |                         |
| 1948. Лондон                             |                         |                         |                         |                         |                         | 0                       | 1                       | 1                       | 2                       |                         |
| 1952. Хелсинки                           |                         |                         |                         |                         |                         | 0                       | 0                       | 2                       | 2                       |                         |
| 1956. Мелбурн и Стокхолм                 |                         |                         |                         |                         |                         | 0                       | 0                       | 1                       | 1                       |                         |
| 1960. Рим                                |                         |                         |                         |                         |                         | 0                       | 0                       | 0                       | 0                       |                         |
| 1964. Токио                              |                         |                         |                         |                         |                         | 0                       | 0                       | 1                       | 1                       |                         |
| 1968. Мексико Сити                       |                         |                         |                         |                         |                         | 0                       | 0                       | 0                       | 0                       |                         |
| 1972. Минхен                             |                         |                         |                         |                         |                         | 0                       | 0                       | 0                       | 0                       |                         |
| 1976. Монтреал                           |                         |                         |                         |                         |                         | 0                       | 0                       | 0                       | 0                       |                         |
| 1980. Москва                             | Уругвај није учествовао | Уругвај није учествовао | Уругвај није учествовао | Уругвај није учествовао | Уругвај није учествовао | Уругвај није учествовао | Уругвај није учествовао | Уругвај није учествовао | Уругвај није учествовао | Уругвај није учествовао |
| 1984. Лос Анђелес                        |                         |                         |                         |                         |                         | 0                       | 0                       | 0                       | 0                       |                         |
| 1988. Сеул                               |                         |                         |                         |                         |                         | 0                       | 0                       | 0                       | 0                       |                         |
| 1992. Барселона                          |                         |                         |                         |                         |                         | 0                       | 0                       | 0                       | 0                       |                         |
| 1996. Атланта                            |                         |                         |                         |                         |                         | 0                       | 0                       | 0                       | 0                       |                         |
| 2000. Сиднеј                             |                         |                         |                         |                         |                         | 0                       | 1                       | 0                       | 1                       |                         |
| 2004. Атина                              |                         |                         |                         |                         |                         | 0                       | 0                       | 0                       | 0                       |                         |
| 2008. Пекинг                             |                         |                         |                         |                         |                         | 0                       | 0                       | 0                       | 0                       |                         |
| 2012. Лондон                             |                         |                         |                         |                         |                         | 0                       | 0                       | 0                       | 0                       |                         |
| 2016. Рио де Жанеиро                     |                         |                         |                         |                         |                         | 0                       | 0                       | 0                       | 0                       |                         |
| 2020. Токио                              |                         |                         |                         |                         |                         |                         |                         |                         |                         |                         |
| 2024. Париз                              |                         |                         |                         |                         |                         |                         |                         |                         |                         |                         |
| 2028. Лос Анђелес                        | предстојећи догађај     |                         |                         |                         |                         |                         |                         |                         |                         |                         |
| 2032. Бризбејн                           | предстојећи догађај     |                         |                         |                         |                         |                         |                         |                         |                         |                         |
| Укупно                                   |                         |                         |                         |                         |                         | 2                       | 2                       | 6                       | 10                      |                         |

### Освајачи медаља на ЛОИ
| Бр. | Медаља | Име | Игре            | Спорт      | Дисциплина        | Ж | М |
| --- | ------ | --- | --------------- | ---------- | ----------------- | - | - |
| 1.  |        | Састав екипе - Хосе Андраде Педро Ариспе Педро Сеа Алфредо Гиера Андрес Мазали Хосе Насази Хосе Наја Педро Петроне Анхел Романо Ектор Скароне Умберто Томасина Антонио Урдинаран Сантос Урдинаран Хосе Видал Алфредо Зибечи Педро Касела                                      | Париз 1924.     | Фудбал     | Фудбал            | − | м |
| 2.  |        | Састав екипе - Хосе Андраде Педро Ариспе Хуан Аремон Рене Борјас Антонио Камполо Адемар Канавеси Естор Кастро Педро Сеа Лорензо Фернандез Роберто Фигуероа Алваро Хестидо Андрес Мазали Хосе Насази Педро Петроне Хуан Пириз Ектор Скароне Сантос Урдинаран Перегрино Анселмо | Амстердам 1928. | Фудбал     | Фудбал            | − | м |
| 1.  |        | Едуардо Рисо | Лондон 1948.    | Веслање    | скул              | − | м |
| 2.  |        | Милтон Винантс | Сиднеј 2000.    | Бициклизам | Бициклизам        | − | м |
| 1.  |        | Гиљермо Даглас | Лондон 1948.    | Веслање    | скул              | − | м |
| 2.  |        | Вилијам Џонс, Хуан Родригез | Лондон 1948.    | Веслање    | Дубл скул         | − | м |
| 3.  |        | Састав екипе - Мартин Акоста и Лара Енрике Балино Victorio Cieslinskas Ектор Коста Нелсон Демарко Ектор Гарсија Отеро Табаре Ларе Боргес Адесио Ломбардо Роберто Ловера Серхио Мато Вилфредо Пелаез Карлос Росељо                                                             | Хелсинки 1952.  | Кошарка    | Кошарка           | − | м |
| 4.  |        | Мигуел Сеијас, Хуан Родригез | Хелсинки 1952.  | Веслање    | Дубл скул         | − | м |
| 5.  |        | Састав екипе - Карлос Бликсен Рамиро Кортес Ектор Коста Нелсон Чеље Нелсон Демарко Ектор Гарсија Отеро Карлос Гонзалез Серхио Мато Оскар Моглиа Раул Мера Ариел Оласкоага Милтон Скарон                                                                                       | Мелбурн 1956.   | Кошарка    | Кошарка           | − | м |
| 6.  |        | Вашингтон Родригез | Токио 1964.     | Бокс       | Бантам категорија | − | м |

### Освојене медаље на ЗОИ
| Учешће и освојене медаље Уругваја на ЗОИ |                         |                         |                         |                         |                         |                         |                         |                         |                         |                         |
| ЛОИ                                      | Носилац заставе         | Учешће                  | Муш.                    | Жене                    | спорт.                  | Злато                   | Сребро                  | Бронза                  | Укупно                  | Ранг                    |
| 1998. Нагано                             |                         |                         |                         |                         |                         | 0                       | 0                       | 0                       | 0                       |                         |
| 2002. Солт Лејк Сити                     | Уругвај није учествовао | Уругвај није учествовао | Уругвај није учествовао | Уругвај није учествовао | Уругвај није учествовао | Уругвај није учествовао | Уругвај није учествовао | Уругвај није учествовао | Уругвај није учествовао | Уругвај није учествовао |
| 2006. Торино                             | Уругвај није учествовао | Уругвај није учествовао | Уругвај није учествовао | Уругвај није учествовао | Уругвај није учествовао | Уругвај није учествовао | Уругвај није учествовао | Уругвај није учествовао | Уругвај није учествовао | Уругвај није учествовао |
| 2010. Ванкувер                           | Уругвај није учествовао | Уругвај није учествовао | Уругвај није учествовао | Уругвај није учествовао | Уругвај није учествовао | Уругвај није учествовао | Уругвај није учествовао | Уругвај није учествовао | Уругвај није учествовао | Уругвај није учествовао |
| 2014. Сочи                               | Уругвај није учествовао | Уругвај није учествовао | Уругвај није учествовао | Уругвај није учествовао | Уругвај није учествовао | Уругвај није учествовао | Уругвај није учествовао | Уругвај није учествовао | Уругвај није учествовао | Уругвај није учествовао |
| 2018. Пјонгчанг                          |                         |                         |                         |                         |                         |                         |                         |                         |                         |                         |
| 2022. Пекинг                             |                         |                         |                         |                         |                         |                         |                         |                         |                         |                         |
| 2026. Милано и Кортина                   | предстојећи догађај     |                         |                         |                         |                         |                         |                         |                         |                         |                         |
| 2030. Француски Алпи                     | предстојећи догађај     |                         |                         |                         |                         |                         |                         |                         |                         |                         |
| 2034. Солт Лејк Сити                     | предстојећи догађај     |                         |                         |                         |                         |                         |                         |                         |                         |                         |
| Укупно                                   |                         |                         |                         |                         |                         | 0                       | 0                       | 0                       | 0                       |                         |